# Silmsi (Kõue)
Silmsi – wieś w Estonii, w prowincji Harju, w gminie Kõue.